# L'ora della violenza 2
L'ora della violenza 2 (The Substitute 2: School's Out) è un film del 1998 diretto da Steven Pearl. È il sequel del film L'ora della violenza del 1996.

## Trama
Karl Thomasson, giunto a Brooklyn per assistere ai funerali del fratello Randall ucciso mentre tentava di bloccare un furto d'auto attribuito a una gang di strada chiamata Brotherhood, Karl prende il posto del defunto fratello spacciandosi per supplente, in modo da poter entrare in contatto con la realtà violenta che sta succedendo all'istituto.